# Pulí
Pulí là một khu tự quản thuộc tỉnh Cundinamarca, Colombia. Thủ phủ của khu tự quản Pulí đóng tại Pulí Khu tự quản Pulí có diện tích ki lô mét vuông. Đến thời điểm ngày 28 tháng 5 năm 2005, khu tự quản Pulí có dân số 3271 người.